# Dreieinigkeitskirche (Todenbüttel)

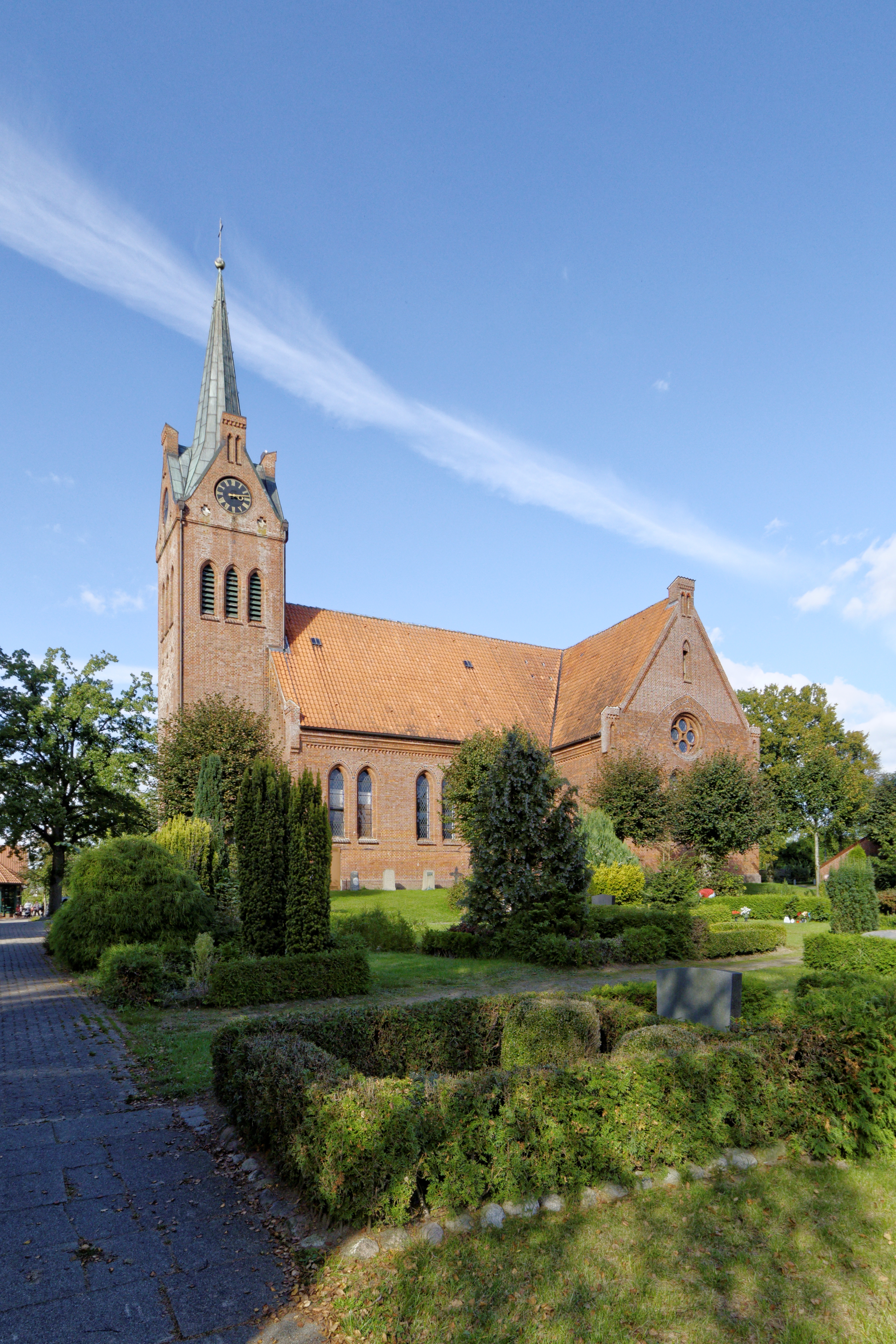
Dreieinigkeitskirche in Todenbüttel

Die Dreieinigkeitskirche ist ein geschütztes Kulturdenkmal mit der Objekt-ID 3823 im Denkmalschutzgesetz in Todenbüttel, einer Gemeinde im Kreis Rendsburg-Eckernförde in Schleswig-Holstein. Die Kirchengemeinde gehört zum Kirchenkreis Rendsburg-Eckernförde der Evangelisch-Lutherischen Kirche in Norddeutschland.

## Beschreibung
Die neugotische Kreuzkirche wurde 1861–63 nach einem Entwurf von Carl Heinrich Remé und Ernst Glüer erbaut. Sie besteht aus einem Langhaus und einem Querschiff, an das sich im Osten der Chor mit Fünfachtelschluss anschließt. Im Westen befindet sich der Kirchturm, dessen oberstes Geschoss hinter den als Triforien gestalteten Klangarkaden den Glockenstuhl beherbergt. In den Giebeln sind die Zifferblätter der Turmuhr untergebracht.
Der Innenraum des Langhauses ist mit einem Tonnengewölbe überspannt. Der Altar ist mit vier Reliefs aus dem Jahre 1597 geschmückt. Sie zeigen die Geburt von Jesus Christus, seine Taufe, seine Kreuzigung und seine Auferstehung. Die übrige Kirchenausstattung stammt aus der Erbauungszeit. Die Orgel wurde 1885/86 von Johann Hinrich Färber gebaut.